# Mary Müller
Mary Ann Müller (née Wilson y luego Griffiths) (Londres, 22 de septiembre de 1820 - Blenheim, 18 de julio de 1901) fue una escritora y activista neozelandesa a favor del sufragio femenino y los derechos de la mujer. Escribió bajo el seudónimo de "Fémmina". El Dictionary of New Zealand Biography la describe como "la suffragette pionera de Nueva Zelanda".

## Biografía
Nacida en Londres se mudó a Nueva Zelanda con sus dos hijos en 1849. No se sabe si era viuda o si había abandonado a su marido a causa de su crueldad. Trabajó durante dos años como maestra en Nelson y se casó con un cirujano y compañero inmigrante de Gran Bretaña, Stephen Lunn Müller, en 1851. Se sabe que su primer marido había muerto en este momento.
En 1864, conoció a la defensora de los derechos de la mujer británica Maria Rye, que estaba de visita en Nueva Zelanda y Müller comenzó a seguir de cerca los movimientos feministas en Gran Bretaña y Estados Unidos. También escribió artículos sobre el tema de los derechos de la mujer, que su amigo Charles Elliott, editor del Nelson Examiner, publicó en su periódico.  
Müller escribió bajo el seudónimo de "Fémmina", principalmente porque su esposo, un político local, se opuso a sus puntos de vista. 

### Un llamamiento a los hombres de Nueva Zelanda
En 1869, bajo el seudónimo de Fémmina, escribió "An appeal to the men of New Zealand", Un llamamiento a los hombres de Nueva Zelanda, el primer panfleto sobre la cuestión del sufragio femenino que se publicó en Nueva Zelanda. El argumento de Müller era que era necesario que las mujeres obtuvieran el voto para que pudieran contribuir plenamente al progreso de la nación. Además pidió la derogación de la legislación discriminatoria y exhortó a los hombres, en particular a los miembros del Parlamento, a que se hicieran cargo de la causa del sufragio femenino. Su folleto generó un interés considerable tanto en Nueva Zelanda como en el extranjero. Recibió una carta de apoyo y felicitaciones de John Stuart Mill. No dispuesta, debido a la posición de su esposo, a convertirse en activista pública, Müller, se reunió con William Fox en privado para discutir sus puntos de vista. 
Müller reveló su identidad solo en 1898, siete años después de la muerte de su esposo.
Murió en Blenheim el 18 de julio de 1901. 

## Reconocimientos
- Según el Museo de Brooklyn, la Ley de propiedad de mujeres casadas de 1870, The Married Women's Property Act of 1870, incorporó muchas de las ideas de Müller.[2]